# Tôn Hoài Sơn
Tôn Hoài Sơn (sinh tháng 7 năm 1952) là cựu chính trị gia người Trung Quốc và từng giữ chức Chủ nhiệm Ủy ban Hồng Kông, Ma Cao, Đài Loan và Hoa kiều của Chính hiệp toàn quốc. Ông là Ủy viên Ban Chấp hành Trung ương Đảng Cộng sản Trung Quốc khóa XVIII. Tháng 3 năm 2017, ông bị cơ quan chống hối lộ của Đảng Cộng sản Trung Quốc điều tra, nghi ngờ tham nhũng.

## Tiểu sử
Tôn Hoài Sơn sinh ra ở huyện Liên Thủy, tỉnh Giang Tô. Ông tốt nghiệp Đại học Công nghiệp Cáp Nhĩ Tân và có bằng thạc sĩ.
Năm 1970 đến năm 1973, Tôn Hoài Sơn làm công nhân Nhà máy máy móc nông nghiệp huyện Kim Hồ, tỉnh Giang Tô rồi đội trưởng đội công tác nông thôn. Năm 1973 đến năm 1978, ông đảm nhiệm vị trí Bí thư Đoàn hệ thống công nghiệp huyện Kim Hồ rồi Bí thư Huyện đoàn Kim Hồ. Từ năm 1978, ông làm việc ở Văn phòng Trung ương Đoàn Thanh niên Cộng sản Trung Quốc, giữ chức Phó Trưởng phòng thư ký rồi Trưởng phòng thư ký. Năm 1987 đến năm 1994, ông là Phó Chủ nhiệm Văn phòng Trung ương Đoàn rồi Chủ nhiệm Văn phòng Trung ương Đoàn.
Năm 1999, ông được bổ nhiệm làm Phó Tổng Thư ký Chính hiệp toàn quốc khóa X. Năm 2008, ông được bầu kiêm nhiệm chức vụ Ủy viên Thường vụ Chính hiệp toàn quốc khóa XI. Năm 2010, ông được bổ nhiệm giữ chức Bí thư Đảng ủy cơ quan Chính hiệp toàn quốc. Năm 2013, ông được bầu làm Ủy viên Thường vụ Chính hiệp toàn quốc khóa XII và đảm nhiệm vị trí Phó Tổng Thư ký Thường trực Chính hiệp toàn quốc, Bí thư Đảng ủy cơ quan Chính hiệp toàn quốc.
Tháng 8 năm 2016, Tôn Hoài Sơn được bầu làm Chủ nhiệm Ủy ban Hồng Kông, Ma Cao, Đài Loan và Hoa kiều của Chính hiệp toàn quốc khóa XII.
Tháng 2 năm 2017, tờ Ming Pao báo cáo rằng Tôn Hoài Sơn đã bị Ủy ban Kiểm tra Kỷ luật Trung ương (CCDI) điều tra. CCDI xác nhận rằng Tôn Hoài Sơn bị điều tra vào ngày 2 tháng 3 năm 2017. Ông bị khai trừ khỏi Đảng Cộng sản Trung Quốc vào ngày 2 tháng 6 năm 2017.
Ngày 17 tháng 9 năm 2018, ông bị Tòa án nhân dân trung cấp ở Hulunbuir kết án 14 năm tù và bị phạt ba triệu nhân dân tệ vì nhận hối lộ trị giá 39,75 triệu nhân dân tệ.